# 秦楽寺
秦楽寺（じんらくじ）は、奈良県磯城郡田原本町秦庄（はたのしょう）にある真言律宗の寺。号は高日山浄土院。

## 概要
門は珍しい中国風の白色が美しい土蔵門である。本尊は平安時代作の千手観音。本尊の向かって右に聖徳太子像、左に秦河勝像を安置する。秦河勝像の台座には明暦元年（1655年）9月14日と多武峯住 藤室法印良盛の銘がある。
寺伝では、大化3年（647年）、百済王から贈られ、聖徳太子から秦河勝に下賜された観音を当地に安置したことにはじまるという。聖徳太子が、斑鳩から都に通った道であると伝えられる筋違道（太子道）は、寺の少し北を通過し、近い。
大同2年（807年）、唐から帰国した空海が、境内に梵字の「阿」の形の池を作ったとされている。この阿字池は、7～8月に咲く蓮の花で有名。また、空海はこの寺で「三教指帰（さんごうしいき）」を書いたとの伝えがある。さらに、空海が、執筆中、阿字池の蛙が騒がしく鳴き、静かにするように叱ったので、それ以来騒がしく鳴かない、という伝説がある。
元亀元年（1570年）松永久秀が十市郡に進出、寺は一旦灰燼に帰し、宝暦9年（1759年）僧、恵海が再興した。
方広寺の京の大仏再建に尽力した僧 恵美が、勧進のため描いた、現在とは違う姿の大仏画が昭和54年（1979年）発見されている。

## 秦氏の居住地
古来より、付近は秦氏の居住地で、雅楽の楽人や猿楽にも関係する人たちが居た。門前にある寺の説明板には、「秦楽とは、秦の楽人である」とある。
また、江戸初期の狂言役者・大蔵虎明による伝書『わらんべ草』などには、寺の前に、猿楽役者の金春大夫の屋敷があったと記されている（金春家は秦氏を名乗っている）。
大和高田市にも、漢字は違うが、神楽（じんらく）という所が有る。古くは秦楽とも書いた様であり、関係が注目される。
また、現存していないが、付近（杜屋、村屋?: 東北方向の伊与戸村のことか）に新楽寺（しんらくじ）という寺がかってあり、関係が注目される。

## 笠縫邑候補地
境内の南東には、春日神社と笠縫神社が並んであり、特に笠縫神社は笠縫邑の候補地の一つとされている。神仏分離令以前に見られた様な神社の中の神宮寺ではなく、寺の中に神社がある。

## 交通
- 近鉄橿原線笠縫駅北西約200メートル。